# Демір Імері
Демір Імері (нар. 27 жовтня 1995, Кичево, Македонія) — македонський футболіст, півзахисник клубу «Влазнія» (Шкодер). Має також албанське громадянство.

## Клубна кар'єра

### Ранні роки. «Работнічкі»
Народився в місті Кичево в родині етнічних албанців. Вихованець клубів «Влазрімі» та «Работнічкі». Дебютував у столичному клубі 14 березня 2012 року в переможному (5:1) домашньому поєдинку 20-о туру Першої ліги проти «Ренови». Демір вийшов на поле на 86-й хвилині, замінивши Благою Тодоровського. Дебютним голом за «Работнічкі» відзначився 26 жовтня 2013 року на 83-й хвилині нічийного (1:1) домашнього поєдинку 12-о туру Першої ліги проти «Металурга». Імері вийшов на поле на 64-й хвилині, замінивши Милована Петровикю. У команді відіграв два неповних сезони, за цей час у Першій лізі зіграв 21 матч (2 голи) та 2 поєдинки (1 гол) у кубку Македонії.

### «Шкендія» та оренди
Під час зимової перерви сезону 2013/14 років приєднався до «Шкендії». У новій команді дебютував 2 березня 2014 року в переможному (3:0) домашньому поєдинку 20-о туру Першої ліги проти «Македонії». Демір вийшов на поле в стартовому складі, на 17-й хвилині відзначився голом у воротах суперника, а на 75-й хвилині його замінив Стеніу Жуніор. На контракті в клубі перербував 4 сезони, за цей час у Першій лізі зіграв 38 матчів та відзначився 7-а голами, а також зіграв 1 матч у кубку країни та 3 поєдинки у Лізі Європи.
Напередодні старту сезону 2015/16 років відправився у піврічну оренду до «Турново». У новій команді дебютував 9 серпня 2015 року в переможному (4:0) домашньому поєдинку 1-о туру Першої ліги проти «Ренови». Демір вийшов на поле в стартовому складі та відіграв увесь матч, а на 45-й та 85-й хвилинах відзначився дебютними голами за «Турново». У складі клубу зіграв 16 матчів (3 голи) у Першій лізі. Під час зимової перерви в чемпіонаті відправився в оренду до «Ренови», у футболці якої дебютував 21 лютого 2016 року в програному (1:4) виїзному поєдинку 19-о туру Першої ліги проти «Вардара». Імері вийшов на поле в стартовому складі та відіграв увесь матч, а також отримав жовту картку. Дебютним голом за «Ренову» відзначився 20 квітня 2016 року на 80-й хвилині переможного (3:1) домашнього поєдинку 1-о туру Першої ліги проти «Металурга». Демір вийшов на поле на 65-й хвилині, замінивши Лявдема Шкендері. У футболці команди зіграв 12 матчів та відзначився 5-а голами в Першій лізі.

### «Камза»
1 липня 2017 року його контракт викупив албанський клуб «Камза». Дебютував в албанській Суперлізі 9 вересня 2017 року в програному (0:1) виїзному поєдинку 1-о туру проти «Кукесі». Імері вийшов на поле в стартовому складі, а на 80-й хвилині його замінив Аньєло Мумаєши. Дебютним голом у футболці «Камзи» відзначився 16 жовтня 2017 року на 89-й хвилині переможного (1:0) домашнього поєдинку 6-о туру Суперліги проти «Влазнії». Демір вийшов на поле на 83-й хвилині, замінивши Ерміра Резі. У футболці клубу в Суперлізі зіграв 21 матч (3 голи) та 3 поєдинки у кубку Албанії.

### «Паллосеура Кемі Кінгс»
У 2018 році переїхав до Фінляндії, де підписав контракт з «Кемі». За нову команду дебютував 29 липня 2018 року в переможному (3:2) домашньому поєдинку 21-о туру Вейккаусліги проти КуПСа. Демір вийшов на поле в стартовому складі та відіграв увесь матч. У вищому дивізіоні фінського чемпіонату зіграв 12 матчів.

### «Моста»
30 січня 2019 року переїхав на Мальту, де підписав контракт з представником Прем'єр-лігт ФК «Моста» до червня 2020 року. У вищому дивізіоні мальтійського чемпіонату дебютував 16 лютого 2019 року в переможному (1:0) виїзному поєдинку 18-о туру проти «Хамрун Спартанс». Імері вийшов на поле в стартовому складі та відіграв увесь матч, а на 74-й хвилині відзначився ще й дебютним голом, реалізувавши пенальті. У футболці «Мости» зіграв 6 матчів (3 голи) в Прем'єр-лізі та 1 матч у кубку Мальти.

### «Олімпік»
22 серпня 2019 року підписав 2,5-річний контракт з «Олімпіком», отримав футболку з 31-м ігровим номером. Дебютував у футболці донецького клубу 24 серпня 2019 року в нічийному (1:1) виїзному поєдинку 5-о туру Прем'єр-ліги проти київського «Динамо». Демір вийшов на поле на 90+3-й хвилині, замінивши Максіма Тейшейру. Загалом до кінця року зіграв 10 матчяів в усіх турнірах і забив 1 гол, після чого на початку 2020 року покинув команду

### Подальша кар'єра
У серпні 2020 року підписав угоду з албанським клубом «Влазнія» (Шкодер).

## Кар'єра в збірній
Викликався до юнацьких збірних Македонії різних вікових категорій.
У футболці молодіжної збірної країни дебютував 13 серпня 2014 року в програному (0:3) поєдинку кваліфікації молодіжного чемпіонату Європи 2015 року проти ізраїльської молодіжки.

## Титули і досягнення
- Володар Кубка Албанії (1):

«Влазнія»: 2020-21